# 우에추라바
우에추라바(스페인어: Huechuraba)는 칠레 산티아고 수도주 산티아고 현의 코무나이다.